# كأس العالم للكريكيت 2007
كأس العالم للكريكيت 2007 (بالإنجليزية: 2007 Cricket World Cup)‏ هو موسم من كأس العالم للكريكيت. أقيم بتاريخ 2007، وفاز فيه منتخب أستراليا للكريكت.